# Livia Orestilla
Livia Orestilla, o Cornelia Orestilla, (in latino Livia Orestilla o Cornelia; fl. I secolo), è stata una nobildonna romana, seconda moglie dell'imperatore Caligola.
In precedenza fu moglie di Gaio Calpurnio Pisone (più tardi implicato nella congiura ai danni dell'imperatore Nerone nel 65), che fu costretto o convinto a ripudiarla perché Caligola la potesse sposare; ciò avvenne il giorno stesso del matrimonio. Secondo Svetonio, il giorno successivo Caligola proclamò di aver fatto secondo l'antico uso dei Romani, riferendosi al ratto delle Sabine ed al matrimonio di Augusto con Scribonia e Livia Drusilla, sottratte entrambe ai mariti. Pochi giorni dopo Livia Orestilla venne ripudiata da Caligola, e dopo due anni venne esiliata perché non potesse tornare dal primo marito.